# Christianisme en Irak

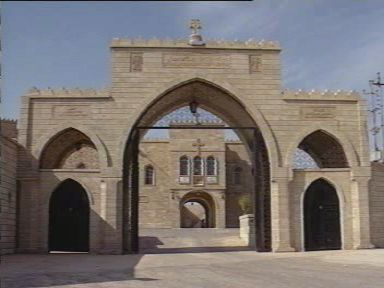
Monastère des Saints Behnam et Sarah, fondé au VIIe siècle et détruit à l'explosif en 2015.

Les chrétiens en Irak étaient encore au nombre de 636 000 environ en 2005, représentant 2 % de la population du pays, mais ils étaient presque le double, soit un million, en 1980 ; leur survie est compromise. Leur nombre a constamment diminué depuis l'invasion américaine de 2003, à cause des exactions islamistes, et ils sont aujourd'hui en voie de disparition surtout depuis la mainmise de plus en plus pressante de l'État islamique en Mésopotamie, après 2014. C'est une des plus anciennes communautés chrétiennes du Moyen-Orient.

## Communautés chrétiennes
Distributions des chrétiens d’Irak selon les différentes confessions
|                   | Église                                               | Année 2000      |
| ----------------- | ---------------------------------------------------- | --------------- |
| Église catholique | Église catholique chaldéenne                         | 600 000 fidèles |
| Église orthodoxe  | Église apostolique assyrienne de l'Orient            | 150 000 fidèles |
| Église catholique | Église catholique syriaque                           | 47 000 fidèles  |
| Église orthodoxe  | Église syriaque orthodoxe                            | 40 000 fidèles  |
| Église catholique | Église latine                                        | 6 000 fidèles   |
| Église catholique | Église arménienne catholique                         | 5 000 fidèles   |
| Église orthodoxe  | Église apostolique arménienne (Arméniens orthodoxes) | 4 000 fidèles   |
| Église orthodoxe  | Église orthodoxe d'Antioche (Grecs orthodoxes)       | 3 000 fidèles   |
| Église catholique | Église grecque-catholique melkite                    | 3 000 fidèles   |
| Église catholique | Église maronite                                      | 1 000 fidèles   |
| Protestants       | Protestants                                          | 1 000 fidèles   |
|                   | Total des Chrétiens                                  | 860 000 fidèles |

### Les Églises syriaques orientales
- Église catholique chaldéenne

La majorité des chrétiens irakiens appartient à l'Église catholique chaldéenne et représente  600 000 personnes.
- Église apostolique assyrienne de l'Orient

- Ancienne Église de l'Orient

### Les Églises syriaques occidentales
- Église syriaque orthodoxe

- Église catholique syriaque

### Les Églises de rite arménien
- Église apostolique arménienne

- Église catholique arménienne

Le 26 janvier 2007, en Irak, le pape Benoît XVI a confirmé l'élection de l’archevêque arménien de Bagdad, Mgr Emmanuel Dabbaghian, né en Syrie, à Alep, en 1933, qui a été ordonné prêtre en 1967. Il était auparavant curé de la paroisse arménienne catholique de Tbilissi, en Géorgie.

## Histoire

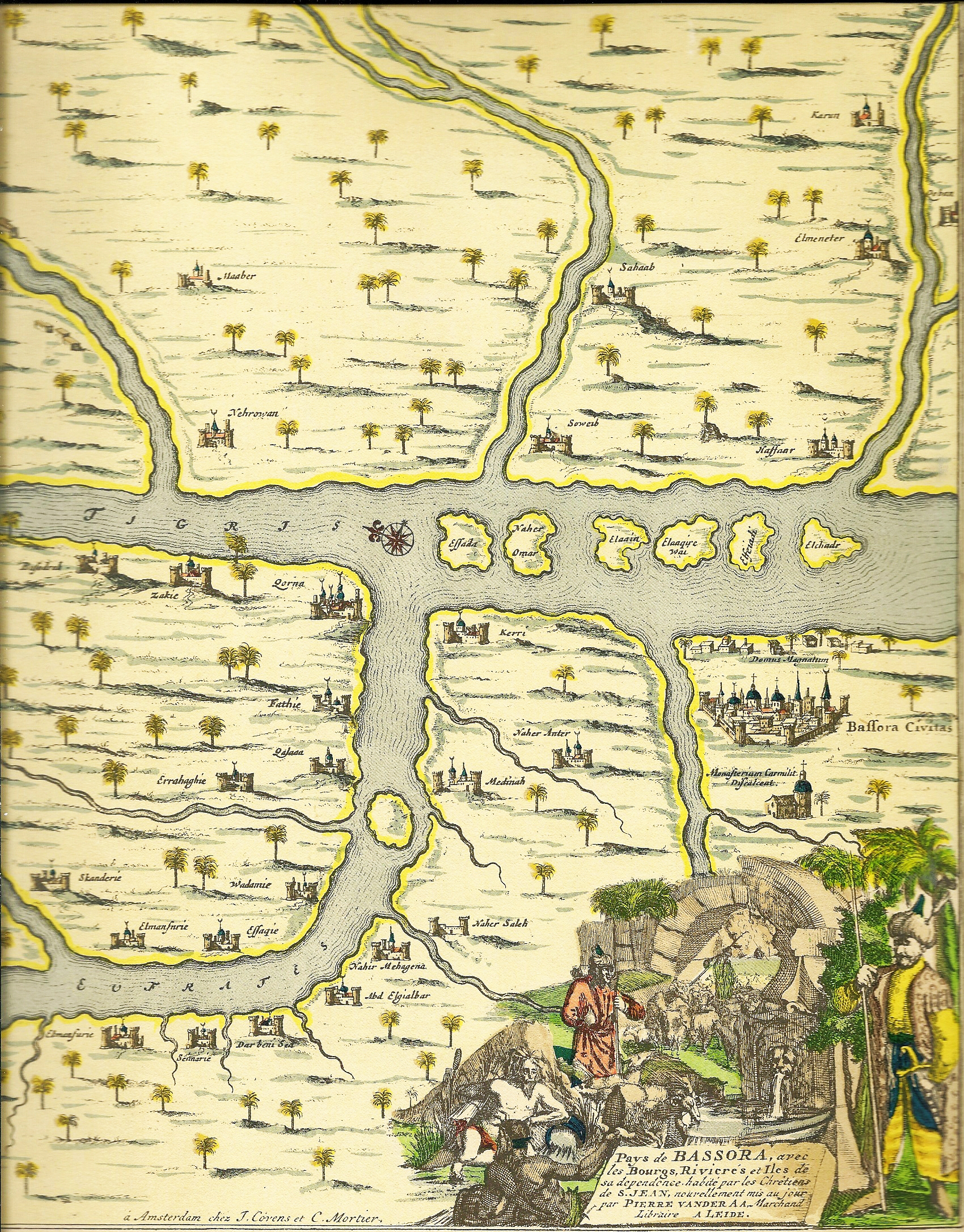
Au commencement du XVIIe siècle, Emir Afrasiyab de Basra entrait en affaires avec les Portugais et alors ceux-ci établirent un comptoir dans la ville et eurent même la permission d’édifier une église

### Les autres Églises et communautés
- Église orthodoxe (melkite)

- Église catholique romaine (latine)

## Situation actuelle
La Libre Belgique, du 19 mai 2006, p. 15, évoque un tableau sombre du sort des chrétiens de ce pays. En Irak, les chrétiens sont persécutés et souvent contraints à l'exil, selon les déclarations d'Amine Gemayel. Ils doivent faire face à une vague de fondamentalistes, notamment à la suite de l'extrémisme musulman.
En octobre 2006, pour ne citer que quelques exemples, un prêtre syriaque orthodoxe est enlevé et décapité et un jeune garçon de 14 ans est crucifié par des intégristes musulmans. Les religieuses sont brutalisées et les femmes chrétiennes sont violées.

### Relations avec les non-chrétiens et échos en Occident
Un article du journal Chiesa Espresso, du 2 juin 2007, explique la situation des chrétiens persécutés, notamment dans le quartier à majorité chrétienne de Dora, à 10 kilomètres au sud-ouest de la capitale. « Des groupes liés à al-Qaïda ont instauré un prétendu “État islamique en Irak” » et prélève le jizah, l'impôt des infidèles, qui s'élève jusqu'à 200 dollars par an, soit de quoi subvenir aux besoins d'une famille de 6 personnes pendant 1 mois.

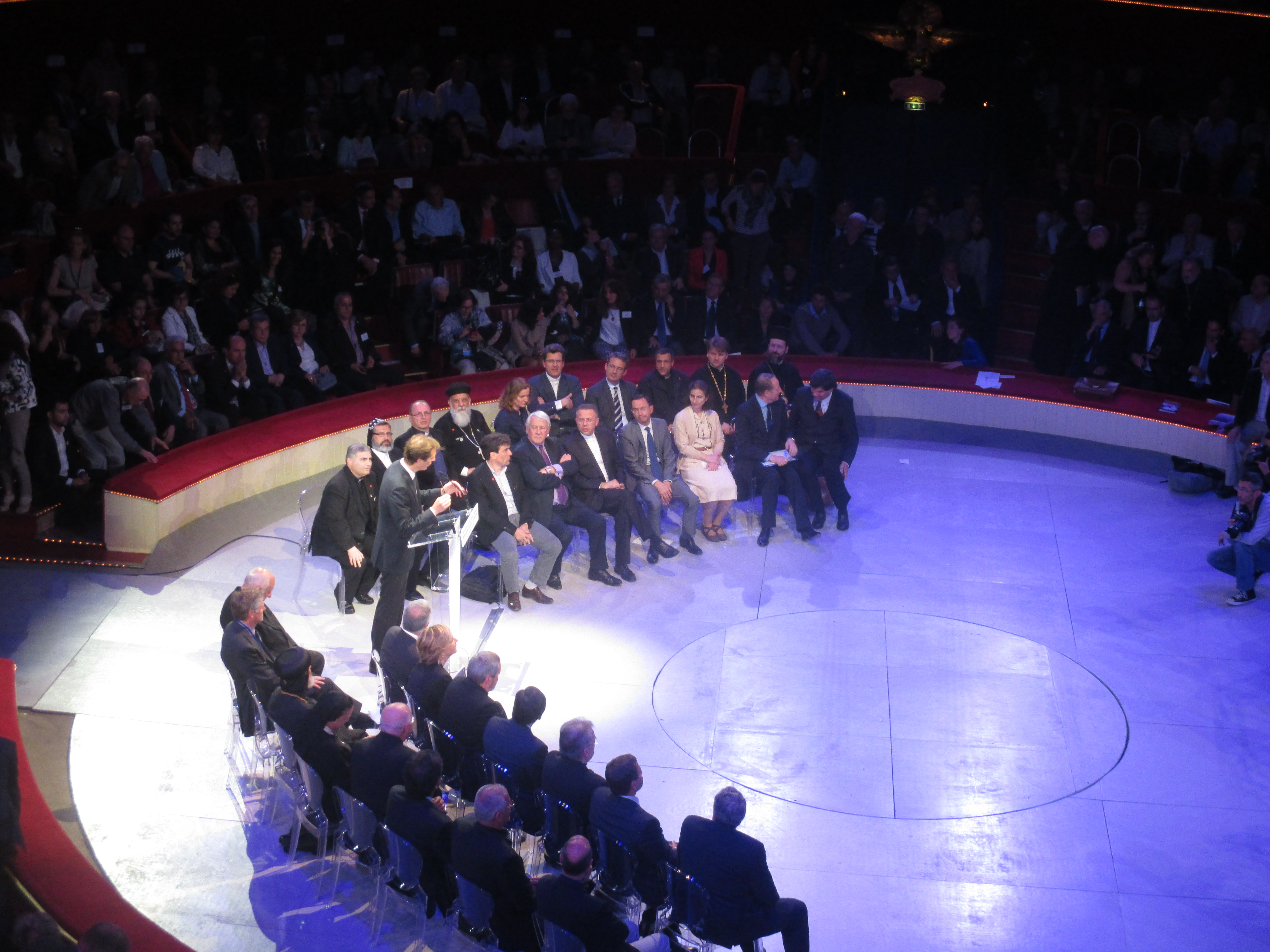
Réunion en faveur des chrétiens d'Orient en juin 2015 au Cirque d'Hiver (Paris).

Certaines familles chrétiennes sont contraintes de donner une de leurs filles en mariage à un musulman pour rester.
« Une fatwa interdit de porter la croix au cou. Quant aux églises, c’est à coups de grenades qu’elles ont été contraintes d’ôter les croix de leurs coupoles et de leurs façades. À la mi-mai, l’église assyrienne de Saint-Georges a été incendiée. »
Le 31 octobre 2010, la veille de la Toussaint, 42 personnes ont été tuées sur le coup (au total 68) et 60 autres blessées dans la cathédrale du Perpétuel-Secours de Bagdad. Les deux prêtres ont été tués. L'État français se dit préoccupé verbalement par le sort des chrétiens d'Irak, mais les médias se saisissent peu du problème et il faut attendre 2015 pour que le ministre des Affaires étrangères de l'époque, Laurent Fabius, évoque discrètement, en plus du sort des yézidis, très médiatisé, celui des chrétiens. Les évêques français attendent aussi plusieurs années avant d'évoquer la situation. La première réunion d'envergure pour briser le mur du silence se tient à Paris au Cirque d'Hiver en juin 2015, où une poignée de députés de différents partis est représentée.
L'histoire de Joseph Fadelle, irakien musulman converti au catholicisme, est racontée dans Le Prix à payer.
En 2014, la conquête d'une partie de l'Irak par l'État islamique conduit à une épuration de plusieurs villes habitées par des chrétiens depuis plus de 1 800 ans : ils ont le choix entre se convertir, prendre l'exil, offrir une de leurs filles à un musulman, étant rançonnés au passage, des centaines sont égorgés vifs ou fusillés. À Mossoul, le tombeau du prophète Jonas est détruit par les islamistes. Des dizaines de milliers de chrétiens s'enfuient dans le Kurdistan irakien (notamment dans la région d'Erbil) ou bien à l'étranger. La situation empire en 2014-2015 avec les persécutions de Mossoul et de Qarakoch. On estime que seulement en 2014, ce sont 125 000 chrétiens qui ont quitté le pays. Une minorité, cependant, a pris le parti de rester en Irak.
L'organisation Aide à l'Église en détresse estime que la population chrétienne irakienne a diminué de plus de 90 % depuis l'invasion américaine, passant de 1,5 million en 2003 à moins de 150 000 en 2019.

### Filmographie
- Robert Alaux, Les derniers Assyriens, (Paris), 2003, film documentaire de 53 minutes.